# Santa Eulalia del Campo
Santa Eulalia del Campo (em aragonês: Santa Olalia) é um município da Espanha na província de Teruel, comunidade autónoma de Aragão. Tem 80,9 km² de área e em 2021 tinha 1 066 habitantes (densidade: 13,2 hab./km²).

## Demografia
| Variação demográfica do município entre 1991 e 2004 | Variação demográfica do município entre 1991 e 2004 | Variação demográfica do município entre 1991 e 2004 | Variação demográfica do município entre 1991 e 2004 |
| --------------------------------------------------- | --------------------------------------------------- | --------------------------------------------------- | --------------------------------------------------- |
| 1991                                                | 1996                                                | 2001                                                | 2004                                                |
| 1424                                                | 1283                                                | 1132                                                | 1154                                                |